# Dr. Vegas
Dr. Vegas é  uma curta série de televisão dramática estrelada por Rob Lowe e Joe Pantoliano, que foi ao ar em 2004 na rede CBS. Entre as co-estrelas do programa estavam Sarah Lancaster, Amy Adams e Tom Sizemore.

## Elenco
- Rob Lowe	... 	Dr. Billy Grant
- Joe Pantoliano	... 	Tommy Danko
- Sarah Lancaster	 ... 	Veronica Harold
- Adam Clark	... 	Frank Broz
- Tom Sizemore	... 	Vic Moore
- Amy Adams	... 	Alice Doherty

## Episódios
- Temporada 1, Episódio 1 - Pilot (24 de Setembro de 2004)
- Temporada 1, Episódio 2 - Advantage Play (1 de Outubro de 2004)
- Temporada 1, Episódio 3 - Dead Man, Live Bet (15 de Outubro de 2004)
- Temporada 1, Episódio 4 - All In (22 de Outubro de 2004)
- Temporada 1, Episódio 5 - Limits (29 de Outubro de 2004)
- Temporada 1, Episódio 6 - Lust for Life (29 de Outubro de 2004)
- Temporada 1, Episódio 7 - Out Damned Spot (5 de Novembro de 2004)
- Temporada 1, Episódio 8 - Heal Thyself
- Temporada 1, Episódio 9 - Babe in the Woods
- Temporada 1, Episódio 10 - For Love or Money